# Gare de Château-de-Seilles
La gare de Château de Seilles est une gare ferroviaire belge de la ligne 125 de Liège à Namur située à Seilles section de la commune d'Andenne, en Région wallonne, dans la province de Namur. 
C'est une gare de la Société nationale des chemins de fer belges (SNCB) desservie par des trains omnibus (L).

## Situation ferroviaire
Établie à 79 m d'altitude, la gare de Château de Seilles est située au point kilométrique (PK) 41,7 de la ligne 125, de Liège à Namur, entre les gares ouvertes de Andenne et de Sclaigneaux.

## Service des voyageurs

### Accueil
Halte SNCB, c'est un point d'arrêt non géré (PANG) à accès libre.

### Desserte
Château-de-Seilles est desservie par des trains Omnibus (L) et d'heure de pointe (P) de la SNCB qui effectuent des missions sur la ligne commerciale 125.
- en semaine, la desserte comprend un train L par heure dans chaque sens ;
- le week-end et les jours fériés ne circule qu'un train L toutes les deux heures.

Il existe également quelques trains supplémentaires (P) en semaine aux heures de pointe :
- deux trains P entre Huy et Namur (le matin) ;
- deux trains P entre Namur et Huy (l'après-midi).

### Intermodalité
Le stationnement des véhicules est difficile à proximité.

## Comptage voyageurs
Le graphique et le tableau montrent le nombre de passagers qui en moyenne embarquent durant la semaine, le samedi et le dimanche.
| Nombre de voyageurs qui embarquent à la gare de Château-de-Seilles | Nombre de voyageurs qui embarquent à la gare de Château-de-Seilles | Nombre de voyageurs qui embarquent à la gare de Château-de-Seilles | Nombre de voyageurs qui embarquent à la gare de Château-de-Seilles |
|                                                                    | Semaine                                                            | Samedi                                                             | Dimanche                                                           |
| ------------------------------------------------------------------ | ------------------------------------------------------------------ | ------------------------------------------------------------------ | ------------------------------------------------------------------ |
| 1977                                                               | 187                                                                | 62                                                                 | 51                                                                 |
| 1978                                                               | 380                                                                | 65                                                                 | 33                                                                 |
| 1979                                                               | 242                                                                | 95                                                                 | 69                                                                 |
| 1980                                                               | 180                                                                | 44                                                                 | 47                                                                 |
| 1981                                                               | 230                                                                | 49                                                                 | 24                                                                 |
| 1982                                                               | 249                                                                | 76                                                                 | 41                                                                 |
| 1983                                                               | 243                                                                | 60                                                                 | 33                                                                 |
| 1984                                                               | 281                                                                | 41                                                                 | 36                                                                 |
| 1985                                                               | 220                                                                | 61                                                                 | 44                                                                 |
| 1986                                                               | 227                                                                | 44                                                                 | 29                                                                 |
| 1987                                                               | 212                                                                | 21                                                                 | 31                                                                 |
| 1988                                                               | 225                                                                | 37                                                                 | 37                                                                 |
| 1989                                                               | 199                                                                | 41                                                                 | 33                                                                 |
| 1990                                                               | 147                                                                | 34                                                                 | 25                                                                 |
| 1991                                                               | 173                                                                | 33                                                                 | 27                                                                 |
| 1992                                                               | 183                                                                | 35                                                                 | 27                                                                 |
| 1993                                                               | 165                                                                | 18                                                                 | 20                                                                 |
| 1994                                                               | 164                                                                | 29                                                                 | 10                                                                 |
| 1995                                                               | 125                                                                | 19                                                                 | 12                                                                 |
| 1996                                                               | 152                                                                | 29                                                                 | 6                                                                  |
| 1997                                                               | 180                                                                | 26                                                                 | 19                                                                 |
| 1998                                                               | 145                                                                | 22                                                                 | 6                                                                  |
| 1999                                                               | 160                                                                | 28                                                                 | 11                                                                 |
| 2000                                                               | 197                                                                | 22                                                                 | 16                                                                 |
| 2001                                                               | 185                                                                | 20                                                                 | 11                                                                 |
| 2002                                                               | 151                                                                | 14                                                                 | 10                                                                 |
| 2003                                                               | 192                                                                | 25                                                                 | 14                                                                 |
| 2004                                                               | 158                                                                | 19                                                                 | 16                                                                 |
| 2005                                                               | 203                                                                | 28                                                                 | 11                                                                 |
| 2006                                                               | 234                                                                | 27                                                                 | 16                                                                 |
| 2007                                                               | 198                                                                | 28                                                                 | 22                                                                 |
| 2008                                                               | -                                                                  | -                                                                  | -                                                                  |
| 2009                                                               | 254                                                                | 15                                                                 | 19                                                                 |
| 2010                                                               | -                                                                  | -                                                                  | -                                                                  |
| 2011                                                               | -                                                                  | -                                                                  | -                                                                  |
| 2012                                                               | 151                                                                | 31                                                                 | 19                                                                 |
| 2013                                                               | 170                                                                | 17                                                                 | 26                                                                 |
| 2014                                                               | 137                                                                | 29                                                                 | 18                                                                 |
| 2015                                                               | 106                                                                | 23                                                                 | 8                                                                  |
| 2016                                                               | 137                                                                | 15                                                                 | 10                                                                 |
| 2017                                                               | 131                                                                | 22                                                                 | 23                                                                 |
| 2018                                                               | 104                                                                | 37                                                                 | 17                                                                 |
| 2019                                                               | 136                                                                | 25                                                                 | 14                                                                 |
| 2020                                                               | 126                                                                | 25                                                                 | 15                                                                 |
| 2021                                                               | -                                                                  | -                                                                  | -                                                                  |
| 2022                                                               | 150                                                                | 38                                                                 | 35                                                                 |
| 2023                                                               | 197                                                                | 9                                                                  | 14                                                                 |
| 2024                                                               | 164                                                                | 22                                                                 | 18                                                                 |